# 15 ноември
15 ноември е 319-ият ден в годината според григорианския календар (320-и през високосна). Остават 46 дни до края на годината.

## Събития
- 1315 г. – В борбата си за независимост войските на новосъздадената Швейцарска конфедерация побеждават австрийската армия в битката при Моргартен.
- 1533 г. – В името на краля на Испания войските на Франсиско Писаро нанасят окончателно поражение на държавата на Инките и превземат столицата ̀и Куско.
- 1791 г. – В Джорджтаун се открива първият католически университет - Джорджтаунския университет.
- 1863 г. – В Дания Кристиан IX се възкачва на престола.
- 1870 г. – В Колумбия се открива Банката на Богота като първата финансова институция в държавата.
- 1885 г. – Сръбско-българска война: Убедителната българска победа при Пирот, след която на 16 ноември българската армия се готви да атакува Ниш, но в щаба на армията е австро-унгарският пълномощен министър в Белград граф Кевенхюлер, който предупреждава, че при по-нататъшно настъпление българската армия ще срещне австро-унгарски войски, което слага края на войната.
- 1889 г. – Бразилия е обявена за република.
- 1893 г. – В град Базел, Швейцария се основава футболен клуб Базел.
- 1902 г. – Съставено е двадесет и четвъртото правителство на България, начело със Стоян Данев.
- 1902 г. - В Кайро, Египет е открит Египетският музей.
- 1906 г. – В Париж, Франция полската химичка Мария Кюри изнася първата си лекция в Сорбоната.
- 1908 г. – Свободната държава Конго е преобразувана в Белгийско Конго
- 1920 г. – В Женева се провежда първото събрание на Обществото на народите.
- 1941 г. – Втората световна война: Началникът на СС Хайнрих Химлер нарежда арестуването и депортирането в концентрационни лагери на всички хомосексуалисти в Германия, с изключение на определени висшестоящи нацистки офицери.
- 1943 г. – Втората световна война: Германския началник на СС Хайнрих Химлер нарежда всички цигани да бъдат поставени „на едно ниво с евреите и изпратени в концентрационни лагери“.
- 1949 г. – Обесени са убийците на Махатма Ганди.
- 1969 г. – Студената война: Съветската подводница Подводница К-19 се сблъсква с американската подводница USS Gato в Баренцово море.
- 1971 г. – Фирмата Intel пуска на пазара първият в света микропроцесор, Intel 4004, способен да обработва 60 000 инструкции в секунда.
- 1983 г. – Създава се Севернокипърска турска република, която приема Декларация за независимост.
- 1987 г. – Избухва въстанието в Брашов политиката на строги икономии на Николае Чаушеску.
- 1987 г. – Самолетът при полет 1713 на „Континентал Еърлайнс“ се разбива по време на излитане от международното летище „Стейпълтън“, Денвър, Колорадо, при което загиват 25 души.
- 1988 г. – Палестинският Народен съвет обявява създаването на държавата Палестина.
- 1988 г. – В СССР се осъществява единственият полет на безпилотната космическата совалка Буран.
- 1990 г. – VII велико народно събрание променя името на държавата от Народна република България на Република България.
- 2017 г. – В Перу, националният отбор по футбол на държавата се класира за Световното първенство по футбол за първи път от 36 години.
- 2018 г. - Деактивиран е космическият телескоп на НАСА „Кеплер“

## Родени
- 1316 г. – Жан I, крал на Франция († 1316 г.)
- 1708 г. – Уилям Пит-старши, министър-председател на Обединеното кралство († 1778 г.)
- 1738 г. – Уилям Хершел, германски астроном и композитор († 1822 г.)
- 1861 г. – Петър Тантилов, български военен деец († 1937 г.)
- 1849 г. – Стефан Кисов, български военен деец († 1915 г.)
- 1862 г. – Герхарт Хауптман, немски драматург, Нобелов лауреат през 1912 г. († 1946 г.)
- 1866 г. – Александра Яблочкина, руска артистка († 1964 г.)
- 1874 г. – Аугуст Крог, датски физиолог, Нобелов лауреат през 1920 г. († 1949 г.)
- 1887 г. – Хитоши Ашида, Министър-председател на Япония († 1959 г.)
- 1887 г. – Джорджия О’Киф († 1986 г.)
- 1891 г. – Ервин Ромел, германски фелдмаршал († 1944 г.)
- 1893 г. – Димитър Ацев, български комунист († 1923 г.)
- 1895 г. – Олга Николаевна, дъщеря на император Николай II († 1918 г.)
- 1901 г. – Ник Дим Кос, български илюзионист († 1983 г.)
- 1910 г. – Дико Диков, български офицер и политик († 1985 г.)
- 1922 г. – Франческо Рози, италиански режисьор († 2015 г.)
- 1925 г. – Ненчо Станев, български политик († 2000 г.)
- 1925 г. – Хайнц Пионтек, немски писател († 2003 г.)
- 1929 г. – Едуард Аснър, американски актьор († 2021 г.)
- 1936 г. – Волф Бирман, немски поет и певец
- 1939 г. – Яфет Кото, американски актьор († 2021 г.)
- 1942 г. – Стоян Овчаров, български политик
- 1944 г. – Ставри Калинов, български скулптор и художник († 2023 г.)
- 1945 г. – Ани-Фрид Люнгстад, норвежка поп певица (ABBA)
- 1946 г. – Тодор Щонов, български актьор († 2008 г.)
- 1948 г. – Екрем Баша, косовски албански поет
- 1954 г. – Александър Квашневски, президент на Полша
- 1956 г. – Златко Кранчар, състезател и треньор по футбол († 2021 г.)
- 1967 г. – Франсоа Озон, френски кинорежисьор
- 1976 г. – Виржини Ледоаян, френска актриса
- 1976 г. – Руслан Мъйнов, български актьор, певец и шоумен
- 1978 г. – Ивайло Папов, български политик и учител
- 1982 г. – Клеменс Й. Зец, австрийски писател
- 1983 г. – Лора Сме, френска актриса
- 1983 г. – Джон Хейтинга, нидерландски футболист и треньор
- 1991 г. – Шейлийн Удли, американска актриса

## Починали
- 1028 г. – Константин VIII, византийски император (* 960 г.)
- 1280 г. – Алберт Велики, немски философ, теолог и доминикански епископ (* 1193/1206 г.)
- 1379 г. – Ото V, херцог на Горна Бавария (* 1346 г.)
- 1630 г. – Йохан Кеплер, германски математик, астроном и астролог (* 1571 г.)
- 1670 г. – Ян Амос Коменски, чешки мислител (* 1592 г.)
- 1691 г. – Алберт Кейп, холандски художник (* 1620 г.)
- 1787 г. – Кристоф Глук, германски композитор (* 1714 г.)
- 1794 г. – Мария-Франциска фон Зулцбах, немска благородничка (* 1724 г.)
- 1808 г. – Мустафа IV, султан на Османската империя (* 1779 г.)
- 1819 г. – Даниъл Ръдърфорд, шотландски химик (* 1749 г.)
- 1832 г. – Жан-Батист Сей, френски икономист (* 1767 г.)
- 1839 г. – Уилям Мърдок, шотландски инженер (* 1754 г.)
- 1908 г. – Цъси, императрица на Китай (* 1835 г.)
- 1910 г. – Вилхелм Раабе, немски белетрист и художник (* 1831 г.)
- 1916 г. – Хенрик Сенкевич, полски писател, Нобелов лауреат през 1905 г. (* 1846 г.)
- 1917 г. – Емил Дюркем, френски социолог (* 1858 г.)
- 1919 г. – Алфред Вернер, германски химик, Нобелов лауреат през 1913 г. (* 1866 г.)
- 1938 г. – Петър Ников, български историк (* 1884 г.)
- 1959 г. – Чарлз Уилсън, шотландски физик, Нобелов лауереат (* 1869 г.)
- 1971 г. – Рудолф Абел, съветски шпионин (* 1903 г.)
- 1976 г. – Жан Габен, френски актьор (* 1904 г.)
- 1983 г. – Таки Хрисик, югославски композитор (* 1920 г.)
- 1985 г. – Димитър Панов, български актьор (* 1902 г.)
- 2007 г. – Николай Зидаров, български поет (* 1921 г.)
- 2009 г. – Павле, сръбски патриарх (* 1914 г.)
- 2010 г. – Лари Еванс, американски шахматист (* 1932 г.)

|  |  |  |  |  |  |

## Празници
- Източноправославна църква – Начало на 40-дневния Рождественски пост (Коледен пост). Свети Гурий, Самон и Авив
- Бразилия – Празник на републиката (1889 г.)
- Италия – Празник на град Абетоне
- Кот д'Ивоар – Ден на мира
- Палестина – Ден на независимостта (обявена 1988 г., от Израел, национален празник)
- Севернокипърска турска република – Ден на независимостта (от Кипър, 1983 г., призната само от Турция, национален празник)